# Magnus Chase et les Dieux d'Asgard
Magnus Chase et les Dieux d'Asgard (titre original : Magnus Chase and the Gods of Asgard) est une trilogie de romans écrits par Rick Riordan. Cette trilogie est basée sur la mythologie nordique et se trouve dans le même univers que Percy Jackson, Les Travaux d'Apollon,  Héros de l'Olympe et Les Chroniques de Kane.
Le principal protagoniste, Magnus Chase, fils du dieu nordique de la fertilité et de l'été Freyr, raconte le roman à la première personne, comme dans la série Percy Jackson.
Magnus est d'ailleurs le cousin d'Annabeth Chase, un des personnages principaux dans Percy Jackson et Héros de l'Olympe.

## Romans

### L'Épée de l'été
Après la mort de sa mère, tuée par d'étranges loups blancs deux ans auparavant, Magnus Chase, 16 ans, vit dans les rues de Boston. Un jour, il apprend de son ami Blitz (Blitzen) que deux personnes sont à sa recherche. Il découvre que les deux personnes sont son oncle et sa cousine, Frederick et Annabeth Chase, qui ont été envoyés par son autre oncle Randolph, pour le retrouver.
À la recherche d'indices, il rentre dans la maison de son oncle par effraction, mais est attrapé par Randolph. Randolph lui apprend qu'il est le fils d'un dieu nordique, et qu'il sait que la mort de sa mère n'est pas un accident. Il emmène Magnus sur le pont Longfellow, pour qu'il trouve Summarbrander, l'épée de son père, qu'il va nommer Jack. Là, il est confronté au géant de feu, Surt qui réclame l'épée. Pendant le combat cependant, Magnus est touché à l'estomac par une boule d'asphalte fondue (lancée par Surt) et meurt. Comme il est mort bravement et pendant un combat, son âme est transportée à l'Hôtel Walhalla (le Walhalla en version plus moderne) par sa Walkyrie, Samirah "Sam" Al-Abbas, une fille de Loki. Là, il apprend que son père est le dieu nordique de la Fertilité et de l'Été, Freyr. Plus tard dans le livre, Blitz et Hearth (Hearthsone) se réfugient dans l'hôtel, poursuivis par Ratatosk l'écureuil géant parcourant les branches de l'arbre monde. Une aventure semée d'embûches commence pour Magnus et ses amis.

### Le Marteau de Thor
Thor a perdu son marteau et c'est à Magnus et ses amis de l'aider à le retrouver... bien sûr le méchant Loki est impliqué !
Pas de répit pour les demi-dieux ! Le marteau surpuissant de Thor a disparu, une fois de plus. Si Magnus ne le retrouve pas à temps, il se pourrait bien que les neuf mondes subissent l'assaut des géants et soient détruits à jamais. Par où commencer les recherches ? Et se pourrait-il qu'il y ait un lien avec l'arrivée à l'étage 19 d'Alex Fierro, justement enfant de Loki ? Par ailleurs, le dieu de la ruse, semble connaître le coupable, mais il n'aidera pas Magnus sans contrepartie. La chasse au marteau ne va pas être de tout repos ! Surtout avec les blagues vraiment sorties du monde des morts de Magnus !

### Le Vaisseau des damnés
Quelques mois après les événements relatés dans Le Marteau de Thor, la menace du Ragnarök ( La fin du monde) n'a jamais été aussi imminente : Loki, toujours en cavale, a rejoint Naglfar, le navire des damnés. Le jour du solstice d'été, lorsque son navire se sera séparé de la glace l'emprisonnant, il prendra la mer et donnera le signal de la bataille finale. Résolus à l'en empêcher, Magnus et ses amis embarquent à bord d'un drakkar gonflable jaune fluo, le Maxi Banane, après avoir suivi une formation nautique accélérée avec un certain... Percy Jackson ! Nos héros vont devoir accomplir un nouveau périple à la croisée des mondes et affronter une suite de monstres issus de la mythologie nordique (géants, nains, divinités marines rancunières, ainsi qu'un dragon schizophrène) sans perdre de vue le but ultime de leur quête : empêcher Loki d'accomplir ses desseins destructeurs et le recapturer.
Malgré ce que le résumé sur la 3ème de couverture du livre fait penser, Percy Jackson ne fait pas partie de l'aventure, il entraîne juste Magnus au début du livre.